# Dan + Shay
Dan + Shay (genoemd als Dan and Shay) is een Amerikaans pop country duo bestaande uit de zangers en songwriters Dan Smyers en Shay Mooney. Ze zijn gecontracteerd bij Warner Records Nashville en hebben de drie albums Where It All Began, Obsessed en Dan + Shay uitgebracht. Deze albums zijn goed voor in totaal negen singles, waarvan vijf bovenaan de hitlijst van Country Airplay en twee bovenaan de hitlijst van Hot Country Songs. Naast hun eigen materiaal hebben de groepsleden samengewerkt met onder meer Rascal Flatts, Lindsey Stirling, RaeLynn en Kelly Clarkson.

## Bezetting

### Dan Smyers
Daniel 'Dan' Smyers, geboren op 16 augustus 1987, groeide op in Wexford, Pennsylvania, waar hij naar de North Allegheny Senior High School ging. Hij bezocht de Carnegie Mellon University met plannen om financiën te studeren en voetbal te spelen. Smyers en Abby Law hadden jarenlang een relatie voordat ze zich in 2016 verloofden en trouwden op 13 mei 2017. Ze hebben vier reddingshonden genaamd Chief, Joy, Ghost en Mac (Macaroni). Abby maakte een cameo in een Dan + Shay-video voor hun nummers Nothin' Like You en 10,000 Hours.

### Shay Mooney
James Shay Mooney, geboren op 27 december 1991, groeide op in Natural Dam, Arkansas, en studeerde aan de Union Christian Academy en de Van Buren High School. Na de middelbare school ging hij een jaar naar het Valley Forge Christian College, voordat hij zijn muziekcarrière volledig nastreefde. Op 24 januari 2017 beviel zijn verloofde Hannah Billingsley van hun zoon Asher James Mooney. Mooney en Billingsley trouwden op 20 oktober 2017 in Arkansas. Op 21 februari 2020 verwelkomde het echtpaar hun tweede zoon, Ames Alexander Mooney.

### Toerleden
- Justin Richards (gitaar)
- Dustin Hook (basgitaar)
- Andrew Cook (drums)
- Izaac Burkhart (gitaar, toetsen, achtergrondzang)

## Geschiedenis

### 2013–2017:Where It All Began and Obsessed
Vóór de oprichting van het duo was Mooney soloartiest bij het label Nappy Boy Entertainment van T-Pain en Smyers was lid van de band Bonaventure, evenals een eerder lid van de band Transition bij Floodgate Records. De twee ontmoetten elkaar op 7 december 2012 in Nashville (Tennessee) en begonnen de dag na hun ontmoeting met schrijven. Het eerste nummer dat ze ooit samen schreven werd in de wacht gezet voor Rascal Flatts. Binnen twee maanden had het duo meerdere publicatieaanbiedingen en tekende het bij Warner/Chappell Music.
Op 14 oktober 2013 werd de debuutsingle 19 You + Me uitgebracht op de countryradio. Dan + Shay schreef het nummer met Danny Orton. Het nummer kreeg een positieve recensie bij Taste of Country, die de warme details en emotie prees. Hun debuutalbum Where It All Began werd uitgebracht op 1 april 2014, dat Orton produceerde met Scott Hendricks. De tweede single Show You Off van het album werd op 12 mei 2014 uitgebracht op de countryradio. Ze traden op in The Ellen Show met 19 You + Me in 2014. Ze maakten hun Grand Ole Opry-debuut op 1 februari 2014. Ze ontvingen in 2014 ook een nominatie voor de «Vocal Duo of the Year» van de Academy of Country Music Awards. De derde single Nothin' Like You van het album werd op 23 februari 2015 op de countryradio uitgebracht. Het bereikte nummer één in de Country Airplay-hitlijst in december 2015.
Dan + Shay was de openingsact van Hunter Hayes op zijn 'We're Not Invisible Tour', die begon in maart 2014. Dan + Shay opende voor Blake Shelton tijdens de 2014-etappe van zijn 'Ten Times Crazier Tour'. De tournee begon in juni 2014 en eindigde in oktober 2014. Na het einde van de 'Ten Times Crazier Tour' begon Dan + Shay aan hun eigen 10-daagse headliner-tournee 'Where It All Began Tour', die begon op 9 oktober 2014 in Minneapolis en eindigde op 26 oktober 2014 in Columbus (Ohio). Na de afsluiting van de 'Where It All Began Tour' ging Dan + Shay opnieuw op pad met Hunter Hayes op zijn 'Tattoo (Your Name) Tour'.
In augustus 2015 kondigde het duo de 'Just the Right Kind of Crazy Tour' door het Midwesten en het oosten van de Verenigde Staten aan. De eerste single From the Ground Up van hun tweede album werd in februari 2016 uitgebracht op countryradio. De tweede single How Not To van het album, werd op 26 september 2016 uitgebracht op countryradio. Het bereikte nummer één op de Country Airplay-hitlijst in juli 2017. De derde single Road Trippin' van het album werd op 17 juli 2017 op de countryradio uitgebracht.

### 2018:Dan + Shay
In januari 2018 bracht het duo Tequila uit, de eerste single van hun titelloze derde studioalbum, dat werd uitgebracht op 22 juni 2018. Tequila is sindsdien hun hoogst geplaatste hit in de Amerikaanse Billboard Hot 100 geworden, waarmee het de top 40 bereikte. Het album bevat ook een samenwerking met Kelly Clarkson op Keeping Score. In augustus brachten ze Dan + Shay (The Vocals) uit met de vocale nummers van de twee singles van het album.

### 2019-heden: Aankomend vierde studioalbum
Op 29 september 2019 maakte het duo op hun Instagram-account bekend dat er op 4 oktober 2019 een nieuw nummer zou uitkomen. Op 2 oktober 2019 onthulden ze 10,000 Hours, een samenwerking met de Canadese zanger Justin Bieber, na Justin en Hailey Biebers bruiloft in South Carolina op 30 september 2019. Het nummer kwam binnen op nummer 4 in de Billboard Hot 100.

## In de populaire cultuur
Het nummer Stop Drop + Roll van Dan + Shay was te horen in seizoen twee in de aflevering Your Good Girl's Gonna Go Bad in Nashville. Ze waren ook te horen in The Bachelorette in een aflevering die werd uitgezonden op 7 juni 2016. Het duo werkte ook samen met violiste, danseres en YouTuber Lindsey Stirling aan een nummer van haar derde album Brave Enough. Het nummer kreeg de titel Those Days en het album werd uitgebracht op 19 augustus 2016.

## Toeren
Headlining
- 2014-2015: Where It All Began Tour
- 2015: Just the Right Kind of Crazy Tour
- 2016-2017: The Obsessed Tour
- 2019: Dan + Shay Tour
- 2020: Dan + Shay The (Arena) Tour

Supporting
- 2014: We're Not Invisible Tour (met Hunter Hayes)
- 2014: Ten Times Crazier Tour (met Blake Shelton)
- 2014: Tattoo (Your Name) Tour (met Hunter Hayes)
- 2016: Good for a Good Time Tour (met Darius Rucker)
- 2017: Home Team Tour (met Thomas Rhett)
- 2018: Back to Us Tour (met Rascal Flatts)
- 2019: Can't Say I Ain't Country Tour (met Florida Georgia Line)
- 2019: Shawn Mendes: The Tour (met Shawn Mendes)

## Awards en nominaties
| Jaar | Ceremonie                        | Categorie                                                      | Resultaat   |
| ---- | -------------------------------- | -------------------------------------------------------------- | ----------- |
| 2014 | Academy of Country Music Awards  | Vocal Duo of the Year                                          | Genomineerd |
| 2014 | CMT Music Awards                 | Duo Video of the Year – 19 You + Me                            | Genomineerd |
| 2014 | Country Music Association Awards | Vocal Duo of the Year                                          | Genomineerd |
| 2015 | Academy of Country Music Awards  | Vocal Duo of the Year                                          | Genomineerd |
| 2015 | ASCAP Country Music Awards       | Most Performed Songs – 19 You + Me                             | Gewonnen    |
| 2015 | Country Music Association Awards | Vocal Duo of the Year                                          | Genomineerd |
| 2017 | Academy of Country Music Awards  | Vocal Duo of the Year                                          | Genomineerd |
| 2017 | Academy of Country Music Awards  | New Vocal Duo or Group of the Year                             | Genomineerd |
| 2017 | CMT Music Awards                 | Duo Video of the Year – How Not To                             | Genomineerd |
| 2017 | Country Music Association Awards | Vocal Duo of the Year                                          | Genomineerd |
| 2018 | CMT Music Awards                 | Duo Video of the Year – Tequila                                | Gewonnen    |
| 2018 | American Music Awards            | Favorite Duo or Group: Country                                 | Genomineerd |
| 2018 | American Music Awards            | Favorite Song: Country – Tequila                               | Genomineerd |
| 2019 | Grammy Awards                    | Best Country Duo Group Performance – Tequila                   | Gewonnen    |
| 2019 | Grammy Awards                    | Best Country Song                                              | Genomineerd |
| 2019 | iHeartRadio Music Awards         | Country Song of the Year – Tequila                             | Genomineerd |
| 2019 | Billboard Music Awards           | Billboard Chart Achievement Award                              | Genomineerd |
| 2019 | Billboard Music Awards           | Top Duo/Group                                                  | Genomineerd |
| 2019 | Billboard Music Awards           | Top Country Artist                                             | Genomineerd |
| 2019 | Billboard Music Awards           | Top Country Duo/Group                                          | Gewonnen    |
| 2019 | Billboard Music Awards           | Top Country Song – Speechless                                  | Genomineerd |
| 2019 | Billboard Music Awards           | Top Country Song – Tequila                                     | Genomineerd |
| 2019 | Billboard Music Awards           | Top Country Album – Dan + Shay                                 | Genomineerd |
| 2019 | Academy of Country Music Awards  | Vocal Duo of the Year                                          | Gewonnen    |
| 2019 | Academy of Country Music Awards  | Album of the Year – Dan + Shay                                 | Genomineerd |
| 2019 | Academy of Country Music Awards  | Single of the Year – Tequila                                   | Gewonnen    |
| 2019 | Academy of Country Music Awards  | Song of the Year – Tequila                                     | Gewonnen    |
| 2019 | Academy of Country Music Awards  | Musical Event of the Year – Keeping Score (met Kelly Clarkson) | Genomineerd |
| 2019 | Academy of Country Music Awards  | Video of the Year – Tequila                                    | Genomineerd |
| 2019 | CMT Music Awards                 | Duo Video of the Year - Speechless                             | Gewonnen    |
| 2019 | Teen Choice Awards               | Choice Country Artist                                          | Gewonnen    |
| 2019 | Teen Choice Awards               | Choice Country Song – Speechless                               | Gewonnen    |
| 2020 | Grammy Awards                    | Best Country Duo Group Performance – Speechless                | Gewonnen    |
| 2020 | Grammy Awards                    | Best Country Song – Speechless                                 | Genomineerd |

## Discografie

### Studioalbums
- 2014: Where It All Began
- 2016: Obsessed
- 2018: Dan + Shay